# Надворный совет
Надворный совет (нем. Hofrat) или Имперский надворный совет (нем. Reichshofrat) — один из центральных судебно-административных органов системы управления Священной Римской империи в XVI—XVIII веках, выполняющий функцию верховного суда и консультативного совета при императоре.
Аналогичные органы существовали также в Австрийской монархии и некоторых других немецких государствах.

## Имперский надворный совет
Имперский надворный совет (нем. Reichshofrat) наряду с Имперским камеральным судом являлся одним из двух высших судебных органов Священной Римской империи. К исключительной компетенции Надворного совета относились дела, связанные с имперскими ленами, а также с привилегиями, правами и регалиями, предоставленными императором имперским сословиям или иным субъектам имперского права. Как и камеральный суд, Надворный совет был средством реализации верховных судебных прав императора, но в отличие от камерального суда, формируемого сословиями и контролируемого рейхстагом, Надворный совет оставался придворным учреждением и подчинялся непосредственно императору. Совет являлся первой инстанцией по судебным делам с участием имперских князей и имперских городов и апелляционной и кассационной инстанцией по делам прочих граждан государственных образований, составлявших Священную Римскую империю. Апеллировать к Надворному совету участник процесса в судах княжеств и городов мог в том случае, если соответствующими судами были нарушены их права или допущено ошибочное применение норм права. По апелляциям на решения нижестоящих судов, а также по делам, связанным с нарушением земского мира или посягательствами на права собственности, юрисдикции Имперского камерального суда и Надворного совета пересекались, а заявители обладали правом выбора судебного органа для разрешения спора.
Учреждение Надворного совета было связано с осуществлением в конце XV — начале XVI века «Имперской реформы», в ходе которой имперский суд был отделён от особы императора и его двора и перешёл под контроль имперских сословий и рейхстага. Император Максимилиан I, однако, не желал терять своё влияние в судебной системе империи. Поскольку прерогативы верховного судьи в империи по-прежнему принадлежали императору, он продолжал рассматривать поступающие к нему судебные заявления и в 1497/1498 г. учредил Надворный совет, которому поручил осуществление производства по делам исключительной компетенции императора и прочим тяжбам, переданным их участниками на его рассмотрение. В отличие от Имперского камерального суда, имеющего постоянное местонахождение на территории Германии, Надворный совет перемещался вместе с императором по его владениям. Членов Надворного совета назначал непосредственно император, он же являлся его главой. В период междуцарствий руководство Надворным советом осуществляли имперские викарии — курфюрсты Саксонии и Пфальца.
Помимо судебных функций Надворный совет являлся также одним из высших административных органов империи, консультируя императора в вопросах имперской политики. Поскольку Надворный совет был учреждением, созданным и обслуживающим императора, первоначально его компетенция простиралась не только на империю, но и все владения дома Габсбургов. Однако со временем, во многом в связи с давлением имперских сословий, для наследственных владений был создан отдельный Австрийский надворный совет, а сфера действий собственно Имперского надворного совета со времён Фердинанда II была ограничена Священной Римской империей.
В отличие от Имперского камерального суда, в котором действовал строгий процессуальный регламент, правила рассмотрения дел в Надворном совете были относительно свободными, а судебный процесс был нацелен на достижение компромисса между сторонами. Это повышало эффективность и способствовала сокращению времени рассмотрения споров. В важных вопросах к судебному производству подключался сам император. Поэтому Надворный совет был зачастую более предпочтителен для решения политических конфликтов, а также жалоб на ущемление прав со стороны имперских сословий. Роль совета особенно возросла в период конфессионального противостояния в империи начала XVII века, когда работа камерального суда и рейхстага была парализована борьбой католиков и протестантов. Господствующая до конца XX века точка зрения, что два верховных судебных органа империи постоянно конфликтовали и конкурировали между собой, в настоящее время подверглась пересмотру. Выбор суда для рассмотрения спора зависел от целого комплекса факторов (в том числе доверие к императору, его пребывание в империи, суть конфликта, конфессиональная принадлежность истца и ответчика), а после принятия дела одним из высших судов другой обычно не вмешивался в его рассмотрение и не оспаривал принятое решение.
Надворный совет прекратил своё существование с отречением Франца II и роспуском Священной Римской империи в 1806 г. В настоящее время архивы Надворного совета хранятся в Государственном архиве Австрии в Вене.

## Австрийский надворный совет
Надворный совет (нем. Hofrat) в Австрийской монархии был учреждён в 1527 году эрцгерцогом Фердинадом I. В функции Надворного совета входило решение вопросов текущей политики и рассмотрение судебных дел в качестве суда высшей инстанции в наследственных владениях Габсбургов. Члены Надворного совета представляли нижнеавстрийские и верхнеавстрийские земли и часто возглавляли дипломатические миссии. После того, как Фердинанд I в 1556 году стал императором Священной Римской империи, его Надворный совет стал выполнять функцию Имперского надворного совета (см. выше). В начале XVII века была проведена реформа центрального аппарата императора и имперские органы были отделены от австрийских. Это привело к возрождению собственно Австрийского надворного совета, который в дальнейшем играл роль верховного суда по делам в наследственных землях. Административные функции Надворного совета перешли в компетенцию Австрийской канцелярии и Тайного совета.

## Надворные советы иных государств
В относительно крупных государственных образованиях Священной Римской империи (Бавария, Саксония, Пфальц и др.) во второй половине XVI — первой половине XVII века также были созданы надворные советы, в чью компетенцию входило рассмотрение судебных дел на территории соответствующих княжеств и консультирование монарха по вопросам внутренней политики. Постепенно, однако, место надворных советов в структуре администрации немецких государств заняли более специализированные органы — тайные советы и судебные палаты.